# Olavinlinna
Olavinlinna (doslova přeloženo Olafův hrad, švédsky Olofsborg) je ostrovní hrad na území obce Savonlinna ve Finsku, založený roku 1475 Erikem Axelsonem jako Sankt Olofsborg. Hrad byl součástí finského systému pohraničních pevností na rusko-finské hranici a mimo to chránil jednak celou Savonii, jednak přilehlou část jezerního systému Saimaa, který byl již tehdy využíván jako významná vodní cesta. V současné době je nejsevernějším dosud stojícím středověkým hradem. V 17. a 18. století se hrad stal svědkem řady střetnutí mezi švédskými a ruskými vojsky.

## Hrad dnes

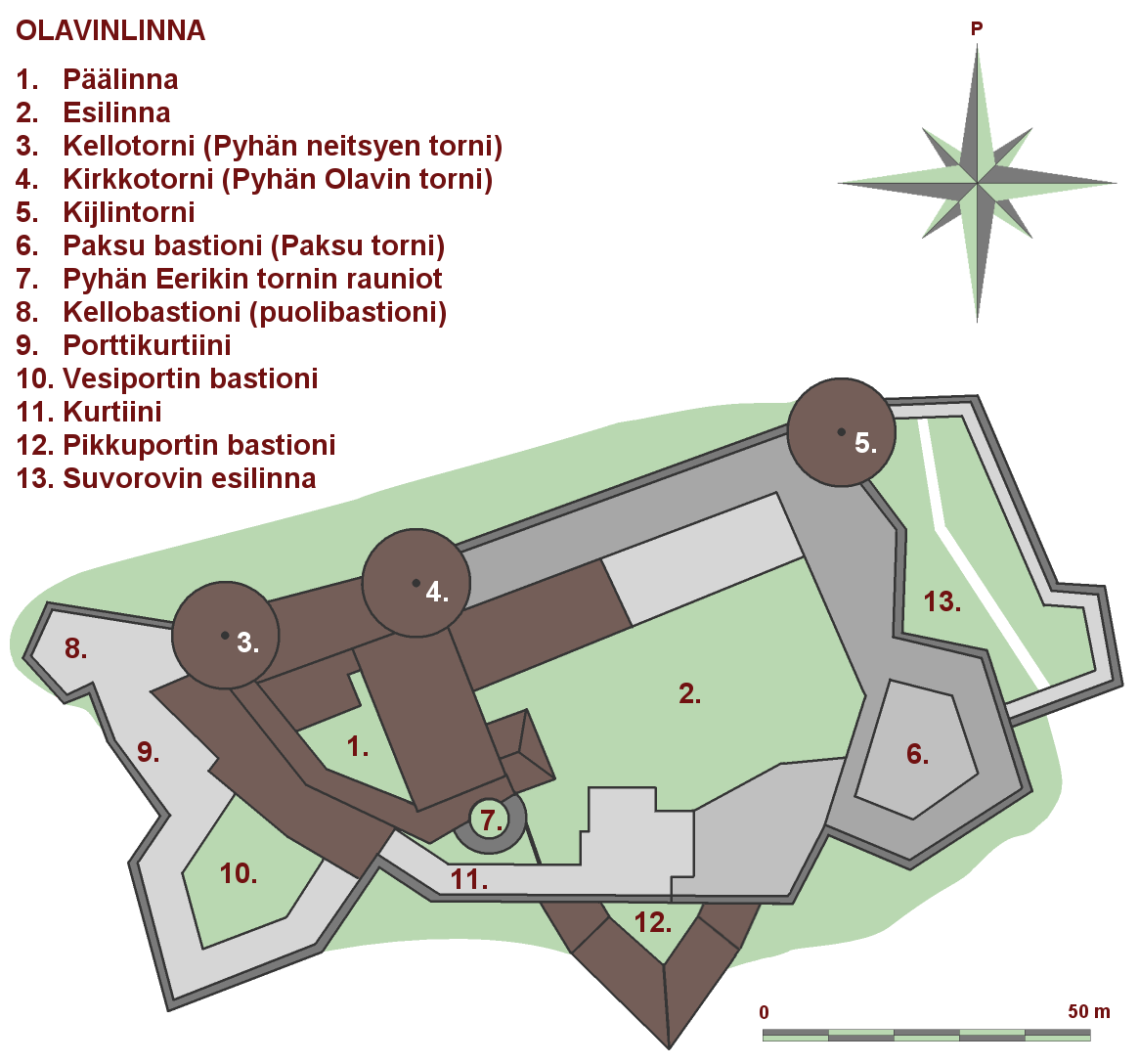
Schéma hradu

Mohutný kamenný hrad se třemi věžemi stojí na malém skalnatém ostrově a je považován za jeden z nejkrásnějších finských hradů. Uvnitř se nacházejí dvě malá muzea. Jedno pojednává o hradu a vystavuje předměty s ním spojené, druhé pak pravoslavné ikony z Ruska i Finska.
V dnešní době se na hradě vždy v létě koná Savonlinnský operní festival.